# Astragalus pinetorum
Astragalus pinetorum är en ärtväxtart som beskrevs av Pierre Edmond Boissier. Astragalus pinetorum ingår i släktet vedlar, och familjen ärtväxter.

## Underarter
Arten delas in i följande underarter:
- A. p. alamutensis
- A. p. pinetorum

## Bildgalleri

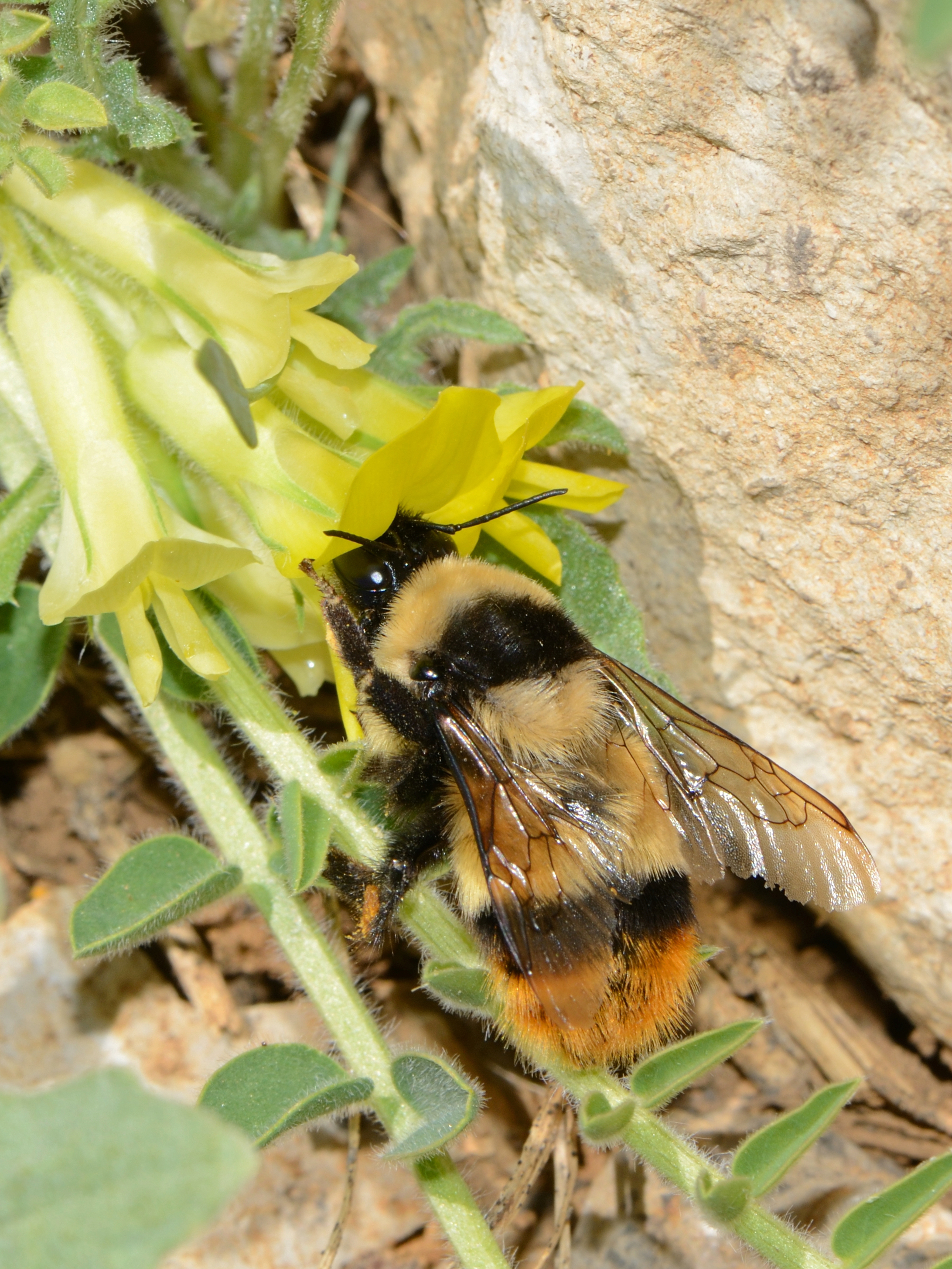